# Василевич, Елена Семёновна
Елена Семёновна Василевич (бел. Алена Сямёнаўна Васілевіч; 22 декабря 1922, застенок Даманщина (ныне — д. Липники), Слуцкий уезд, БССР — 8 августа 2021, Минск, Белоруссия) — советская и белорусская писательница. Лауреат Государственной премии БССР (1976), заслуженный работник культуры БССР (1978).

## Биография
Родилась 22 декабря 1922 года в семье лесного объездчика. Осталась без родителей на восьмом году жизни. Воспитывалась у родственников.
Окончила литературный факультет Рогачевского учительского института в 1941 году. Во время Великой Отечественной работала библиотекарем в госпитале, писарем строевой части, начальницей библиотеки. В 1946 году окончила филологический факультет Белорусского государственного университета. Работала литконсультанткой в Курском областном издательстве (1946—1950). С 1950 года — заведующая отделом культуры журнала «Работніца і сялянка», а в 1972—1980 гг. — заведующая редакцией литературы для юношества издательства «Мастацкая літаратура», в 1981—1983 гг. — заведующая редакцией литературы для юношества издательства «Юнацтва».
Скончалась 8 августа 2021 года на 99-м году жизни.

## Творчество
Первый художественное произведение (повесть «У прасторах жыцця») опубликовала в 1947 году (журнал «Беларусь»).
Вышли повесть «Шляхі-дарогі» (1950), книжки рассказов «Блізкія знаёмыя» (1954), «Заўтра ў школу» (1956), «Сябры» (1958), «Апавяданні» (1959), «Падслухала сэрца» (1960), «Калінавая рукавічка» (1963), «Я з вамі» (1964), «Пісар страявой часці» (1969), «Адно імгненне» (1975), «Шурка Рэмзікаў» (1985), сборник рассказов и повестей «Мыс Добрай Надзеі» (1977). В центре внимания писательницы жизнь и работа современников, проблемы личных взаимоотношений, морали, воспитания детей. На автобиографическом материале написано тетралогия «Пачакай, затрымайся…», которую составили повести «Расці, Ганька» (1966), «Доля знойдзе цябе» (1968), «Новы свет» (1968), «Пачакай, затрымайся…» (1970), где показан нелегкий путь в жизнь крестьянской девушки, духовное взросление человека. Автор книг «Люблю, хвалююся, жыву» (заметки, эссе, 1986), «Элегія» (рассказы, этюды, эссе, 1988).
Произведения Елены Василевич точны в описании быта и раскрытии характеров человека, у них поэтическое видение мира, сдержанная, доверчивая манера повествования, живой народный язык. Изданы избранные произведения писательницы в 3 томах (1982—1983).
Автор книг для детей «Заўтра ў школу» (1956), «Сябры» (1958), «Калінавая рукавічка» (1963) и др.
Перевела на белорусский язык повесть М. Стельмаха «Гусі-лебедзі ляцяць» (1975), роман Д. Дефо «Жыццё і дзіўныя прыгоды марахода Рабінзона Круза» (1976), повесть Г. Баширова «Зялёная мая калыска» (1981) и др.

## Премии и награды
- Медаль «За трудовое отличие» (25.02.1955)
- Заслуженный работник культуры БССР (1978)
- Лауреат Государственной премии БССР (1976) за тетралогию «Пачакай, затрымайся…».